# Mesohippus
A Mesohippus az emlősök (Mammalia) osztályának a páratlanujjú patások (Perissodactyla) rendjébe, ezen belül a lófélék (Equidae) családjába tartozó fosszilis nem.
A Mesohippus („középső ló”), a lovak egyik kihalt neme, amely 40-30 millió évvel ezelőtt a késő eocén és a kora oligocén határán élt. Mint sok más őslóféle, a Mesohippus is közönséges volt Észak-Amerikában.
A Mesohippus maradványait az Amerikai Egyesült Államokbeli Coloradóban, Nebraskában, Dél- és Észak-Dakotában és a szomszéd országban, Kanadában találták meg.

## Megjelenése

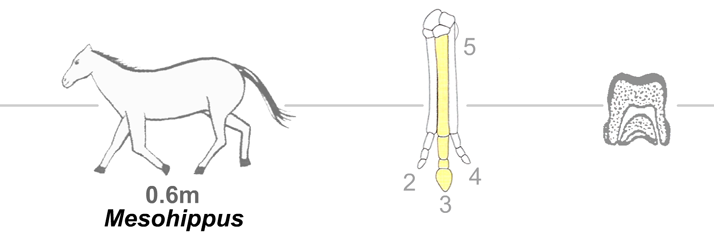
A bal szélen az állat körvonala. Középen a mellső láb csontjai. Jobbra az egyik nagyőrlőfoga (a fogcement fehér; a dentin pontozott; a fogzománc sötét)

Az állatnak hosszabb lába volt, mint elődének a Hyracotheriumnak, marmagassága körülbelül 60 centiméter lehetett. A Mesohippus már elvesztette egyik ujját; főleg a harmadik, középső ujjon járt, de szaladás közben a két szélsőt, a 2. és 4. ujjakat is igénybe vette. A korábbi őslovaknál nyújtottabb pofája volt. A koponyáján egy kis mélységű koponyanyílás helyezkedett el. Szemei kerekebbek voltak, egymástól távolabb ültek, és a Hyracotheriummal ellentétben a fejen hátrébb helyezkedtek el.

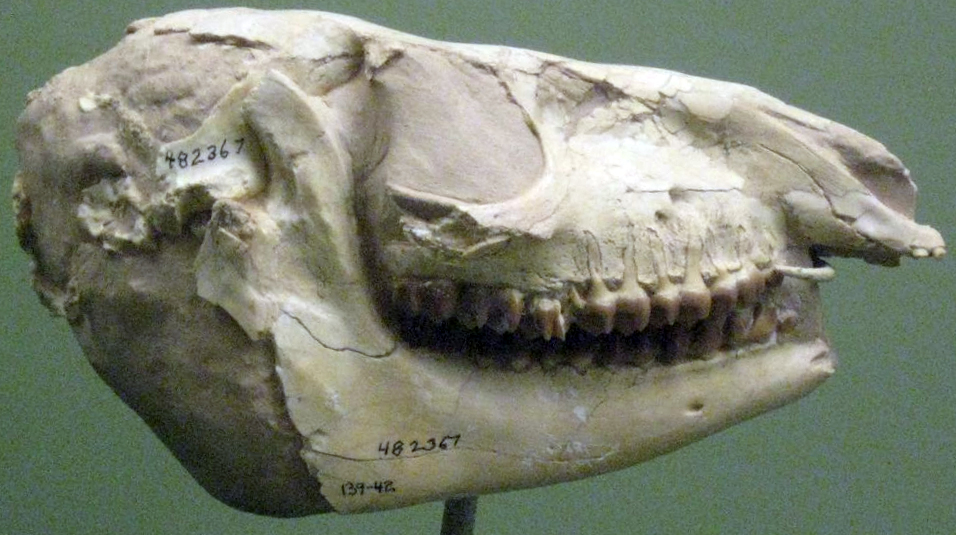
Mesohippus bairdii koponya

Eltérően a korábbi lovaktól, a Mesohippus elülső fogai között rés volt; ez megtalálható a mai lónál is. A Mesohippusnak 6 nagyőrlőfoga volt, ezek előtt egy kisőrlő ült. Fogazata az ágacskák és gyümölcsök fogyasztására utal, de valószínűleg a száraz füveket is rágta. Az agy térfogata is nagyobb az elődeinél; agyfelépítése hasonlíthatott a mai lóéhoz.

## Rendszerezés
A nembe az alábbi fajok tartoztak:
- Mesohippus bairdi Leidy, 1850 - szinonimák: Anchitherium celer, Mesohippus hypostylus, Mesohippus latidens, Mesohippus viejensis
- Mesohippus cuneatus Cope, 1873
- Mesohippus exoletus Cope, 1874 - szinonimája: Mesohippus trigonostylus
- Mesohippus montanensis Osborn, 1904
- Mesohippus proteulophus Osborn, 1904 - szinonimája: Mesohippus portentus
- Mesohippus propinquus Lambe, 1905
- Mesohippus texanus McGrew, 1971
- Mesohippus westoni Cope, 1889 - szinonimája: Mesohippus praecocidens

Korábban a szinonimákat külön-külön fajoknak tekinteték.

## Lásd még
- A lovak evolúciója